# Vernoux-en-Vivarais (tổng)
Tổng Vernoux-en-Vivarais là một tổng của Pháp nằm ở tỉnh Ardèche trong vùng Rhône-Alpes.
Tổng này được tổ chức xung quanh Vernoux-en-Vivarais ở quận Tournon-sur-Rhône. Độ cao biến thiên từ 219 m (Saint-Maurice-en-Chalencon) đến 949 m (Châteauneuf-de-Vernoux) với độ cao trung bình là 620 m.

## Hành chính
| Giai đoạn | Ủy viên         | Đảng | Tư cách                           |
| --------- | --------------- | ---- | --------------------------------- |
| 2001-2008 | Daniel Barral   | DVG  | Thị trưởng Châteauneuf-de-Vernoux |
| 2008-2014 | Martine Finiels | PS   |                                   |

## Các đơn vị hành chính
Tổng Vernoux-en-Vivarais bao gồm 9 xã với dân số 3 670 người (điều tra năm 1999, dân số không tính trùng).
| Xã                         | Dân số | Mã bưu chính | Mã insee |
| -------------------------- | ------ | ------------ | -------- |
| Boffres                    | 509    | 07440        | 07035    |
| Chalencon                  | 303    | 07240        | 07048    |
| Châteauneuf-de-Vernoux     | 188    | 07240        | 07060    |
| Saint-Apollinaire-de-Rias  | 119    | 07240        | 07214    |
| Saint-Jean-Chambre         | 246    | 07240        | 07244    |
| Saint-Julien-le-Roux       | 91     | 07240        | 07257    |
| Saint-Maurice-en-Chalencon | 181    | 07190        | 07274    |
| Silhac                     | 312    | 07240        | 07314    |
| Vernoux-en-Vivarais        | 1 721  | 07240        | 07338    |

## Thông tin nhân khẩu
| 1962                                                     | 1968  | 1975  | 1982  | 1990  | 1999  |
| -------------------------------------------------------- | ----- | ----- | ----- | ----- | ----- |
| 4 330                                                    | 4 711 | 3 994 | 4 011 | 3 973 | 3 670 |
| Nombre retenu à partir de 1962 : dân số không tính trùng |       |       |       |       |       |